# 그리스의 환경 문제
본 문서는 그리스의 환경 문제를 다룬다.

## 현재 정책
그리스는 교토 의정서의 서명 구성원이지만 탄소 배출량을 절단 의도한 목표를 달성하기 위해 실패에서 많은 날카로운 비판이 있었다. 많은 정책이 충분히 힘들지 않았음을 주장하고 정부가 이를 거부하지만 의정서는, 대기업의 이익에 의해 완전히 구현되지 않았다. 아테네의 시장을 가지고 도시의 폐기물 흑자를 다루는 구축할 수 있는 새로운 식물을 위한 계획이 있지만 정부는 또한, 자사의 폐기물 관리 계획에 대한 날카로운 비판을 받고 있다. 단, 피로 파괴와 오염 자원의 보호를 위해 추진되고 공간 계획 환경 문제를 해결하는 넓은 정부 계획의 일부이다. 그리스에 있는 많은 환경 문제는 정부의 도움으로 해결되고 있다.

## 같이 보기
- 환경 문제 목록

## 참고 도서
Terizakis, Georgios (2006). 《Zivilgesellschaft in Griechenland : eine Untersuchung am Beispiel der Umweltgruppen》. Baden-Baden: Nomos. ISBN 978-3-8329-2217-7.